# Antonio Caldara
Antonio Caldara, (Venecia, 1670 - Viena, 26 de diciembre de 1736) fue un prolífico compositor italiano, que trabajó inicialmente en Venecia y luego en Barcelona y en Viena.

## Trayectoria
Se cree de forma casi concluyente que nació en Venecia. Allí fue discípulo de Giovanni Legrenzi y, a los 19 años, debutó como compositor de óperas con L’Argene. Fue sucesivamente violonchelista en la Basílica de San Marcos de Venecia (1693-1700),  y compositor de cámara de Carlos III (Pretendiente al trono durante la guerra de sucesión española y posteriormente Carlos VI del Sacro Imperio Romano Germánico) en Barcelona.
En 1712 vivía en Viena pero viajaba frecuentemente a Bolonia y a Roma. En 1716 aceptó el puesto de vicemaestro de capilla de la Corte de Viena bajo la dirección de Johann Joseph Fux. Aquí fue donde realizó sus principales aportaciones a la música vocal. Era muy apreciado por los Habsburgo, y permaneció en Viena hasta su muerte.

## Obra
Su obra se sitúa en la transición del Barroco al Barroco tardío. En su etapa final también puede ser considerado como precursor del preclasicismo.
Caldara dejó 78 óperas serias, entre ellas Il più bel nome, estrenada en Barcelona en 1708, que es la primera ópera representada en esta ciudad y la primera ópera italiana representada en la península ibérica; así como Dafne, representada en Salzburgo en 1719. 
En Viena representó numerosas óperas: Andromaca 1724, Demetrio 1731,  Adriano in Siria  1732,  L'Olimpiade y Demofoonte ambas en 1733; Achille in Sciro y Ciro riconosciuto ambas en 1736, todas ellas con libreto de Pietro Metastasio. 38 oratorios (especialmente Il re del dolore, estrenado en 1722, y La morte e sepultura di Cristo, estrenado en 1723), 20 misas, numerosos motetes, un centenar de cantatas profanas, 40 madrigales y más de 300 cánones. En su juventud también publicó dos colecciones de sonatas a tres.
En 1995, René Jacobs recuperó el manuscrito y grabó su oratorio Maddalena ai piedi di Cristo, de 1698.

## Óperas
- Sofonisba (F. Silvani), Venecia, Teatro San Giovanni Grisostomo/Teatro Malibran, 1708.
- Lucio Papirio dittatore (Zeno), Viena, 1719.
- I Disingannati (Pasquini), Viena, 1729.
- Adriano in Siria (Metastasio), Viena, 1732.
- L'Olimpiade (Metastasio), Viena, 1733.
- La clemenza di Tito (Metastasio), Viena, 1734
- Achille in Sciro (Metastasio), Viena, 1736.

## Obras impresas
- 12 Suonate a tre [da chiesa], Op. 1 (Venecia, G. Sala, 1693; Ámsterdam, E. Roger, 1698).
- 12 Suonate [a tre] da camera [incl. Ciacona], Op. 2 (Venecia, G. Sala, 1699 e 1701).
- 12 Cantate da camera a voce sola, Op. 3 (Venecia, G. Sala, 1699).
- 12 Motetti a due, e tre voci, Op. 4 (Bolonia, Salvani, 1715).
- The Favorite Songs in the Opera call'd Ormisda (1730).
- 5 messe in Chorus musarum divino Apollini accinentium (Bamberg, 1748-1749).
- Peccavi super numerum, Op. 4/11 (G. Paolucci arte práctica de contrapunto, I, Venecia, 1765).

## Oratorios
- Il Trionfo della continenza (B. Sandrinelli), Venecia, 1697.
- Maddalena ai piedi di Cristo (L. Forni), presumiblemente Venecia antes de 1700; Viena, 1713.
- La Frode della castità, presumib. Venezia o Mantua, c. 1700; Roma, 1711, 1712, 1713.
- Le Gelosie d'un onore utilmente crudele (G. Gabrielli), presumib. Venecia o Mantua, c. 1700; Bolonia, Roma, 1711, 1712, 1713, 1716.
- Il Trionfo della innocenza, presumib. Venecia o Mantua, c. 1700; Florencia, 1704; Roma, 1711, 1712, 1713.
- Il Ricco epulone (Sandrinelli), Venecia post. 1700; Roma, 1711, 1712, 1713.
- La Castità al cimento (card. P. Ottoboni?), probablemente Roma, 1705, 1710, 1711, 1712, 1713.
- Il Martirio di S. Caterina (F. Forzoni Accolti), Roma, 1708; Viena, 1734(?).
- Oratorio per S. Francesca Romana, Roma, 1710, 1711, 1712, 1713; Viena, 1712; Perugia, 1970.
- Oratorio di S. Stefano primo re dell'Ungheria, compuesto prob. en Viena, 1712; Roma, 1713, 1726; San Severino, no antes de 1715.
- S. Flavia Domitilla, Roma, 1713, 1715; Viena, 1714.
- S. Ferma (1a stesura), compuesto en Roma, 1713; Roma, 1715, 1716.
- Oratorio per la SS.ma Annunziata, compuesta en Roma, 1713; ibid. 1715, 1718.
- Abisai, Roma, 1715, 1716.
- Jefte, Roma, 1715, 1716.
- La Conversione di Clodoveo re di Francia (C. S. Capece), Roma, 1715, 1716.
- La Ribellione d'Assalonne, Roma, 1715, 1716; Salzburgo, entre 1716 y 1728.
- S. Ferma (2ªstes.), Viena, 1717.
- Cristo condannato (P. Pariati), Viena, 1717.
- Il Martirio di S. Terenziano (G. Piselli), Viena, 1718; probablemente también Salzburgo.
- La Caduta di Gerico (A. Gargieria), Viena, 1719; Brno, 1730.
- Assalonne (G. A. Bergamori), Viena, 1720, Salzburgo, 1728(?).
- Giuseppe (A. Zeno), Viena, 1722; Praga.
- Il Re del dolore (Pariati), Viena, 1722 y probablemente Salzburgo, Praga, 1723; Perugia y Venecia 1957.
- Ester (E. Fozio), Viena, 1723, 1730 e prob. Salisburgo.
- Morte e sepoltura di Cristo (Fozio), Viena 1724 y probablemente Salzburgo, Dresde y Brno, 1730; Viena 1823, 1834.
- Le Profezie evangeliche di Isaia (Zeno), ibid. 1725, 1729.
- Gioseffo, che interpreta i sogni (G. B. Neri), Viena, 1726.
- S. Giovanni Nepomuceno, comp. 1726; Viena (?) y Salzburgo.
- Gioaz (Zeno), Viena 1726 y probablemente Salisburgo.
- Il Morto redivivo overo S. Antonio (C. Montalbano), Salzburgo, 1726.
- Il Batista (Zeno), Viena, 1727 y probablemente en Salzburgo; Holegov 1736; Vienna 1740.
- Gionata (Zeno), Viena, 1728; Naboth (Zeno), ibid. 1729, 1738 y probablemente en Salzburgo.
- La Passione di Gesù Cristo (P. Metastasio), Viena 1730, 1736; Venecia, 1732; Bolonia, 1733, Jaroméfice, 1736; Roma, 1970.
- Sant'Elena al Calvario (P. Metastasio), Viena 1731.
- La morte d'Abel (P. Metastasio), Viena 1732.

## Cantatas
- Vaticini di pace a 4 (P. Gini), Roma, 1712.
- Amici pastorelli a 3, ibid. 1713.
- Cantata da recitarsi la notte del SS. Natale nel Palazzo Apostolico a 3 (P. Gini), ibid. 1713.
- 5 Cantate per il SS.mo Natale, Roma 1713 (a 4), 1714 (a 2, a 3), 1715 (a 4, a 5).
- Nice lascia d'amore a 3, ibid. 1715.
- Amor senza amore a 3, ibid. 1716.

- Il Natale d'Augusto a 3, Viena 1716.
- Il Trionfo d'Amore e d'Imeneo a 2, ibid. 1722.
- Melibeo e Tirsi, ibid. 1727.
- La Corona d'Imeneo a 4, ibid. 1728.

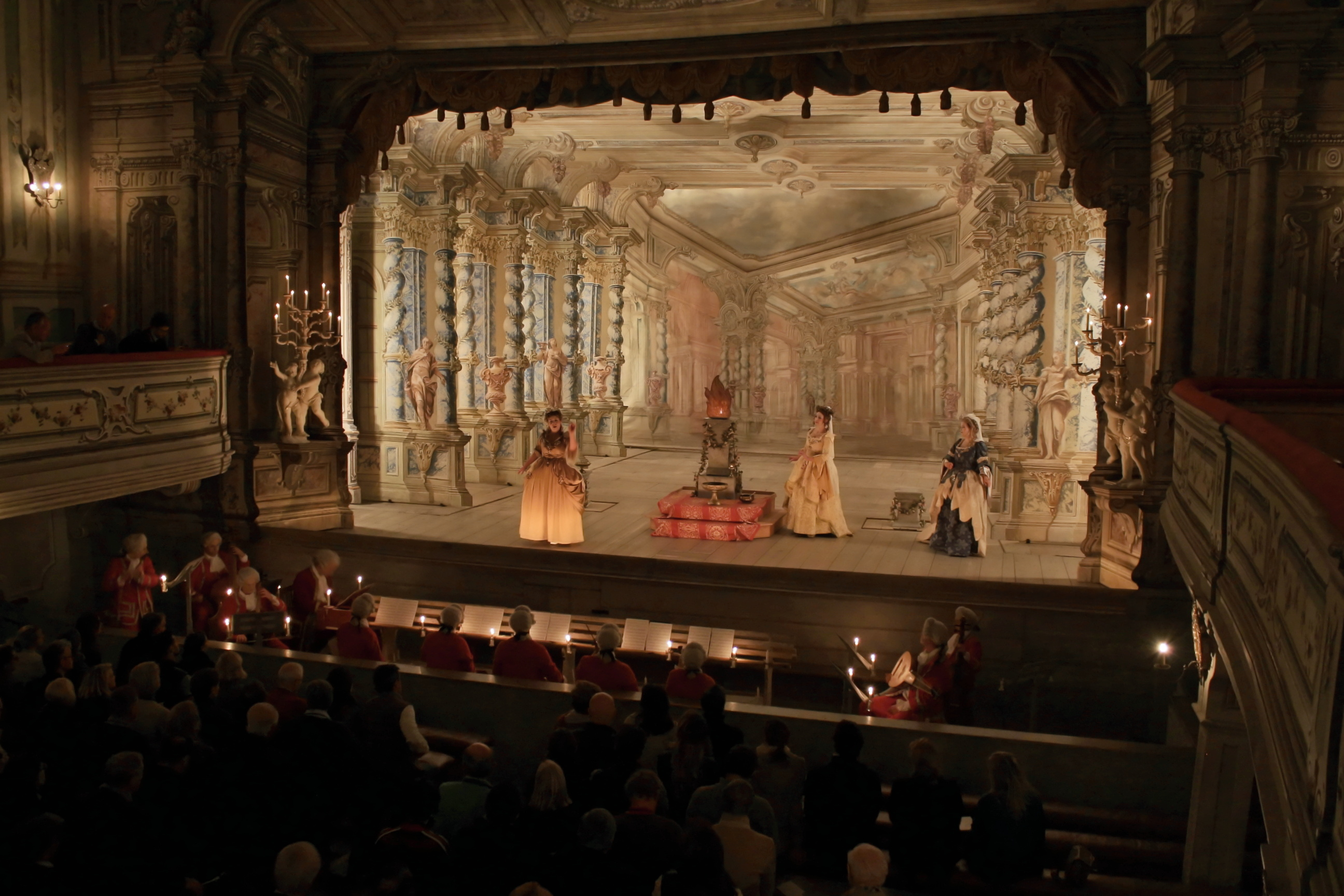
Momento de una representación de Il Natale d'Augusto (Castillo de Český Krumlov, 2017).

- La Gara di Pallade e Venere, ibid. 1729.
- Germania, il dì che splende a 2, ibid. 1730.
- Cantata pastorale eroica a 5 (Nigella, Clori, etc.), ibid. 1730.
- Il Nome di Giove a 3, ibid. 1731.
- Il Giuoco del quadriglio a 4, ibid. 1734.
- Muchas cantatas a 2, otras 300 cantatas para voz solista y otros 500 cánones.
- Arias, madrigales, cantatas sacras y motetes para voz solista.

## Discografía
- Antonio Caldara, Sonatas & Cantatas for soprano, violin and continuo - I Solisti Ambrosiani: Tullia Pedersoli Archivado el 1 de febrero de 2017 en Wayback Machine. soprano, Davide Belosio violin, Claudio Frigerio cello, Mauro Pinciaroli archlute, Emma Bolamperti harpsichord (Urania Records, LDV 14045, 2019) - first world recording